# Diana Paliiska
Diana Paliiska (n. 20 august 1966, Plovdiv, Republica Populară Bulgaria) este o canoistă ce a reprezentat Bulgaria, medaliată olimpică. A participat la o ediție a Jocurilor Olimpice (1988) în care a câștigat o medalie de argint și o medalie de bronz.